# Кетлін Г'юз
Кетлін Г'юз (англ. Kathleen Hughes, при народженні Елізабет Маргарет фон Геркан (англ. Elizabeth Margaret von Gerkan; 14 листопада 1928, Лос-Анджелес, Каліфорнія — 19 травня 2025) ― американська акторка кіно, телебачення і театру, відома за фільмами 1950-х років.  
Найпомітніші ролі Г'юз виконала в таких фільмах, як «Скляна павутина» (1953), «Воно прийшло з далекого космосу» (1953), «Світанок у Сокорро» (1954), «Культ кобри» (1955) та «Три погані сестри» (1957).

## Життєпис
Елізабет Маргарет фон Геркан народилася 14 листопада 1928 року в Голлівуді, Каліфорнія.
Її дядько, Ф. Г'ю Герберт, був відомим письменником, драматургом і сценаристом, за сценаріями якого поставлено понад 70 фільмів.
Кетлін вчилася в міському коледжі Лос-Анджелеса, де почала виступати в театральних постановках.
Вперше на неї звернули увагу 1948 року, коли вона грала у виставі Школи театру, кіно та телебачення Каліфорнійського університету в Лос-Анджелесі. Незабаром вона підписала семирічний контракт із студією Twentieth Century Fox

## Кар'єра

### Кіно
Г'юз почала кар'єру в кінематографі на студії Twentieth Century Fox з таких фільмів, як спортивна комедія з Реєм Мілланд «Це трапляється кожної весни» (1949), комедії «Мати-першокурсниця» (1949) з Лоретою Янг, «Містер Бельведер йде в коледж» (1949) з Кліфтоном Веббом і «Містер 880» (1950) з Бертом Ланкастером, фільм нуар «Там, де закінчується тротуар» (1950) з Деной Ендрюсом, а також мюзикли «Я впораюся» (1950) з Джун Гевер і «Я побачу тебе у своїх снах» (1951) з Доріс Дей. Як зазначає історик кіно Гел Еріксон, у всіх цих фільмах Г'юз грала невдячні епізодичні ролі.
Не вдоволена таким розвитком кар'єри, в 1952 році Г'юз підписала семирічний контракт з Universal-International, де «розцвіла в ролях другого плану, граючи спокусниць і таємничих жінок». У тому ж році на своїй новій студії вона знялася в ролях другого плану в кримінальній мелодрамі Пола Хенрейд «Лише для чоловіків» (1952) і комедії «Селлі й свята Анна» (1952).
Як зазначив Еріксон, «Г'юз була у своїй стихії у фільмі нуар «Скляна павутина» (1953). Вона зіграла спокусливу і жадібну акторку-початківицю, яка заради кар'єри заводить роман відразу з двома успішними телесценаристами. В результаті один з них (Едвард Г. Робінсон) з ревнощів її вбиває, а потім складає на цю тему сценарій».
Кінооглядач Нью-Йорк Таймс Бослі Кравзер особливо виділив у цій картині гру «Г'юз в ролі білявої отруйної красуні», зазначивши, що гра двох джентльменів в головних ролях «досить стандартна».
У тому ж році вийшов культовий фантастичний фільм про прибульців «Воно прийшло з далекого космосу» (1953), перший тривимірний фільм студії Universal, де Г'юз зіграла другу за важливістю жіночу роль дівчини одного з героїв картини. Журнал TV Guide назвав цю картину «одним з кращих науково-фантастичних фільмів 1950-х».
Також Г'юз виконала помітні ролі другого плану в пригодницькій стрічці з Роком Хадсоном «»Золотий клинок» (1953), де була служницею багдадської принцеси, яка опинилася в центрі палацових інтриг, а також в незалежній кримінальній мелодрамі Гуго Гааса «Сусідська дружина» (1953), де була служницею невірної дружини судді в невеликому чеському містечку середини ХІХ ст., яка повинна підтвердити помилкове алібі героя, проте побоюється викриття. Рік по тому в вестерні Universal «Світанок в Соккоро» (1954) Г'юз зіграла важливу роль барвумен в невеликому містечку в Нью-Мексико, яка мимоволі стає приводом для конфлікту шерифа з місцевим злочинним кланом землевласників. За словами історика кіно Дениса Шварца, «хоча фільм шаблонний, передбачуваний і слабкий», проте «актори грають добре».
Фільм жахів Universal «Культ кобри» (1955) розповідав про кількох американських військових, які під час Другої світової війни стикаються з азійським культом, члени якого під час священного ритуалу перетворюються на змій. Після повернення додому солдати, яких прокляла очільниця культу ― жінка-кобра, починають вмирати від зміїної отрути. У цій картині Г'юз зіграла подругу одного з військовослужбовців, яка намагається викрити культ кобри, опиняючись у смертельній небезпеці. У незалежній кримінальній мелодрамі «Три погані сестри» (1956) Г'юз зіграла одну з трьох сестер, дві з яких вступають в смертельну сутичку за багатомільйонний спадок загиблого батька. Кінокритик А. Х. Вейлер в Нью-Йорк Таймс назвав картину «слабкою», зазначивши, що Г'юз в ролі хижачки струнка, білява і красива, але примітивна як акторка.
У 1958 Г'юз зіграла роль другого плану в мелодрамі скромної студії Allied Artists Pictures «Неодружена мати» (1958). Після чого з'явилася на великому екрані майже через 10 років в сатиричній політичній картині «Психоаналітик президента» (1967) з Джеймсом Кобурн в головній ролі, де виконала епізодичну роль туристки в Білому Домі.
Пізніше Г'юз виконала невелику роль в драмі «Запізніла Ліз» (1971) про жінку з алкозалежністю (Енн Бакстер), яка під впливом релігії змінює своє ставлення до алкоголю. Потім у Г'юз була епізодична роль в романтичній комедії «Піт і Тіллі» (1972) і невелика роль шкільної медсестри в кримінальному бойовику «Видобуток» (1974).
Майже через 15 років вона знову з'явилася на великому екрані в кримінальному бойовику «Помста»(1990) з Кевіном Костнером у невеликій ролі настоятельки монастиря, а ще через вісім років ― в епізодичній ролі в сатиричній комедії «Ласкаво просимо в Голлівуд» (1998), яка нині стала її останньою роботою в повнометражному кіно.
У 2018 році майже 90-річна Кетлін Г'юз знову з'явилася на екрані, втіливши чарівницю в 12-хвилинній химерній ретро-комедії Торі Поуп «Будка для поцілунків дівчат з болота» (2018).

### Телебачення
З 1956 року Кетлін Г'юз почала працювати на телебаченні.
В період до 1984 року зіграла в 58 епізодах 35 різних телесеріалів. Серед них: «Альфред Хічкок представляє» (1956-1957), «Телефонний час (1956), «Шоу Боба Каммінгса (1958), «Пригоди Оззі та Харрієт (1958), «Сансет-стрип, 77» (1959), «Готель де Парі» (1959), «Натягнутий канат» (1959), «Театр Дженерал Електрик» (1960-1962), «Високий чоловік» (1961), «Папа-холостяк (1962), «Гомер Куча, морпіх» (1965) і «Я мрію про Джинні» (1967).
У 1962 році Г'юз з'явилася в епізоді серіалу« Перрі Мейсон» (1962), також мала постійну роль в трьох епізодах телесеріалу «Привид і місіс М'юр» (1968-1969).
Акторка також з'явилася в серіалі «МЕШ» (1973) і виконувала постійну роль в 19 епізодах теледрами про будні вигаданої голлівудської кіностудії «Світ Бракена»(1969-1970).

## Акторське амплуа та оцінка творчості
За описом кінознавців, Кетлін Г'юз була високою (173 см), привабливою брюнеткою, яка заради кінематографа перефарбувалася в блондинку.
Найбільш відома Кетлін Г'юз за кримінальними стрічками, фантастичними фільмами та фільмами жахів категорії В.

## Особисте життя
У 1954 році одружилася зі сценаристом і продюсером Стенлі Рубіном. Шлюб тривав 60 років до смерті Рубіна у 2014 році.
Народила чотирьох дітей:
- Мітчелл (1956),
- Крістоф (1958),
- Анджела (1964)
- Майкл (1966).

## Фільмографія
| Рік       |    | Українська назва                    | Оригінальна назва                   | Роль                                           |
| --------- | -- | ----------------------------------- | ----------------------------------- | ---------------------------------------------- |
| 1949      | ф  | Мати-першокурсниця                  | Mother Is a Freshman                | Рода Адамс                                     |
| 1949      | ф  | Містер Бельведер йде в колледж      | Mr. Belvedere Goes to College       | Кей Нельсон                                    |
| 1949      | ф  | Це стається кожною весною           | It Happens Every Spring             | Сара, студентка колледжу (в титрах не вказана) |
| 1950      | ф  | Там, де закінчується тротуар        | Where the Sidewalk Ends             | секретарка (в титрах не вказана)               |
| 1950      | ф  | Містер 880                          | Mister 880                          | секретарка (в титрах не вказана)               |
| 1950      | ф  | Я справлюсь                         | I'll Get By                         | секретарка (в титрах не вказана)               |
| 1951      | ф  | Подбайте про мою малятку            | Take Care of My Little Girl         | Дженні Баркер                                  |
| 1951      | ф  | Називайте мене «Містер»             | Call Me Mister                      | (в титрах не вказана)                          |
| 1951      | ф  | Я живу для тебе в своїх снах        | I'll See You in My Dreams           | медсестра (в титрах не вказана)                |
| 1952      | ф  | Лише для чоловіків                  | For Men Only                        | Трейсі Норман                                  |
| 1952      | ф  | Селлі и Свята Анна                  | Sally and Saint Anne                | Лоіс Форан                                     |
| 1953      | ф  | Воно прийшло із далекого космосу    | It Came from Outer Space            | Джун                                           |
| 1953      | ф  | Золотий клинок                      | The Golden Blade                    | Бахамра                                        |
| 1953      | ф  | Сусідська дружина                   | Thy Neighbor's Wife                 | Анушка                                         |
| 1953      | ф  | Скляна павутина                     | The Glass Web                       | Пола Ранієр                                    |
| 1954      | ф  | Світанок в Сокорро                  | Dawn at Socorro                     | Клер                                           |
| 1955      | ф  | Культ кобри                         | Cult of the Cobra                   | Джулія Томпсон                                 |
| 1956      | ф  | Три погані сестри                   | Three Bad Sisters                   | Валері Крейг                                   |
| 1956      | с  | Груднева наречена                   | December Bride                      | (1 епізод)                                     |
| 1956      | с  | Телефонний час                      | Telephone Time                      | жінка Шлімана (1 епізод)                       |
| 1956—1957 | с  | Альфред Хічкок представляє          | Alfred Hitchcock Presents           | різні ролі (2 епізоди)                         |
| 1957      | с  | Офіційний детектив                  | Official Detective                  | Єва (1 епізод)                                 |
| 1958      | ф  | Неодружена мати                     | Unwed Mother                        | Лінда                                          |
| 1958      | с  | Пригоди Оззі й Гаррієт              | The Adventures of Ozzie and Harriet | дівчина-музикантка (1 епізод)                  |
| 1958      | с  | Шоу Боба Каммінгса                  | The Bob Cummings Show               | Мілдред (1 епізод)                             |
| 1959      | с  | Сансет-стрип, 77                    | 77 Sunset Strip                     | Флоренс (1 епізод)                             |
| 1959      | с  | Готель де Парі                      | Hotel de Paree                      | Кара (1 епізод)                                |
| 1960      | с  | Натянутий канат                     | Tightrope                           | Сьюзен (1 епізод)                              |
| 1960      | с  | Маркем                              | Markham                             | Лінда Морісей (1 епізод)                       |
| 1960—1962 | с  | Театр «Дженерал Електрик»           | General Electric Theater            | різні ролі (3 епізоди)                         |
| 1960—1962 | с  | Папа-холстяк                        | Bachelor Father                     | різні ролі (3 епізоди)                         |
| 1961      | с  | Данте                               | Dante                               | Сара (1 епізод)                                |
| 1961      | с  | Висока людина                       | The Tall Man                        | Найта Джердін (1 епізод)                       |
| 1962      | с  | Перрі Мейсон                        | Perry Mason                         | Літа Крейл (1 епізод)                          |
| 1965      | с  | Гомер Пайл, морпіх                  | Gomer Pyle: USMC                    | Тобі Комсток (1 епізод)                        |
| 1966      | ф  | Пообіцяй їй що-небудь               | Promise Her Anything                | (в титрах не вказана)                          |
| 1967      | ф  | Психоаналітик президента            | The President's Analyst             | туристка в Білому домі                         |
| 1967      | с  | Я мрію про Джинні                   | I Dream of Jeannie                  | Сью (1 епізод)                                 |
| 1967      | с  | Місія нездійсненна                  | Mission: Impossible                 | Френ Вільямс (1 епізод)                        |
| 1968—1969 | с  | Привид і місіс Мьюір                | The Ghost & Mrs. Muir               | місіс Кобурн (3 епізоди)                       |
| 1969      | с  | Джулія                              | Julia                               | Місіс Бланчард (1 епізод)                      |
| 1969—1970 | с  | Світ Бракена                        | Bracken's World                     | Джейн Мітчелл (16 епізодів)                    |
| 1970      | с  | А ось і Люсі                        | Here's Lucy                         | місіс Портной (1 епізод)                       |
| 1971      | ф  | Запізніла Ліз                       | The Late Liz                        | Елейн Річ                                      |
| 1971      | с  | У Рим з любов'ю                     | To Rome with Love                   | місіс Блейн (1 епізод)                         |
| 1971      | с  | Інтерни                             | The Interns                         | міс Меннінг (1 епізод)                         |
| 1972      | ф  | Піт і Тіллі                         | Pete 'n' Tillie                     | гостя на вечірці (в титрах не вказана)         |
| 1972      | с  | Відважні: нові доктори              | The Bold Ones: The New Doctors      | місіс Карлсон (1 епізод)                       |
| 1973      | с  | МЕШ                                 | M.A.S.H.                            | Лоррейн Блейк (1 епізод)                       |
| 1974      | ф  | Здобич                              | The Take                            | шкільна медсестра                              |
| 1974      | с  | Барнабі Джонс                       | Barnaby Jones                       | (1 епізод)                                     |
| 1974      | с  | Лукас Таннер                        | Lucas Tanner                        | Клер Джей (1 епізод)                           |
| 1974—1975 | с  | Доктор Маркус Велбі                 | Marcus Welby, M.D.                  | різні ролі (2 епізод)                          |
| 1975      | тф | Бейб                                | Babe                                | Ненсі Ермітадж                                 |
| 1975      | с  | Медичний центр                      | Medical Center                      | хазяйка (1 епізод)                             |
| 1976      | с  | Рицар в синьому                     | The Blue Knight                     | офіціантка (1 епізод)                          |
| 1976      | с  | Номер для директорів                | Executive Suite                     | Гельґа (1 епізод)                              |
| 1977      | тф | Закляття                            | The Spell                           | Фенетіа                                        |
| 1979      | тф | …І звати тебе Джона                 | …And Your Name Is Jonah             | сестра Гюберт                                  |
| 1980      | с  | Доктор Куінсі                       | Quincy M.E.                         | секретарка Воррена (1 епізод)                  |
| 1984      | с  | Шукач втраченого кохання            | Finder of Lost Loves                | секретарка Едварда (1 эпізод)                  |
| 1990      | ф  | Помста                              | Revenge                             | настоятелька                                   |
| 1998      | ф  | Ласкаво просимо до Голівуду         | Welcome to Hollywood                | жінка в бігуді                                 |
| 2018      | кф | Болотна будка для поцілунків дівчат | Swamp Women Kissing Booth           | Матільда                                       |